# Ulpia Severina
Ulpia Severina was de echtgenote van de Romeinse keizer Aurelianus, die van 270 tot 275 regeerde. Ze werd door geen geschiedschrijver vermeld, doch haar bestaan is door munten gedocumenteerd, die bovendien erop lijken te wijzen, dat ze na de dood van Aurelianus tot aan de verheffing van Tacitus tot keizer in eigen naam heeft geregeerd.
Ulpia Severina was mogelijk de dochter van keizer Philippus Arabs en zijn vrouw Otacilia Severa. Een afstamming van keizer Trajanus (98–117), die net als Ulpia Severina tot de gens Ulpia behoorde, is onwaarschijnlijk.